# 宗教学者
宗教学者（しゅうきょうがくしゃ）とは、宗教学を専攻する研究者である。

## 学説史に残る宗教学者
- 宗教学の学説史に顕著な業績を残した学者の一覧。神学者や宗教哲学者は原則として含めない（顕著な宗教学的業績があれば含める）。
- 故人に限る。
- 没年順

### 欧米：19世紀
- ロバートソン・スミス（1846-1894）：宗教史学者。
- フリードリヒ・マックス・ミュラー（1823-1900）：言語学者、サンスクリット学者、宗教学者。宗教学の創始者。
- コルネーリス・ティーレ（1830-1902）：宗教学者。神学者。
- エドワード・バーネット・タイラー（1832-1917）：人類学者。文化人類学の創始者。アニミズムを提唱。

### 欧米：20世紀前半
- ロベール・エルツ（1882-1915）：人類学者。
- エミール・デュルケーム（1858-1917）：社会学者。宗教社会学者。宗教社会学の創始者。
- マックス・ヴェーバー（1864-1920）：社会学者。宗教社会学者。宗教社会学の創始者。
- エルンスト・トレルチ（1865-1923）：神学者。
- ルドルフ・オットー（1869-1937）：神学者。宗教哲学者。
- リュシアン・レヴィ＝ブリュール（1857-1939）：人類学者。
- ジークムント・フロイト（1856-1939）：精神分析学者。精神分析の創始者。宗教心理学。
- ジェームズ・フレイザー（1854-1941）：人類学者。
- ブロニスワフ・マリノフスキ（1884-1942）：人類学者。
- ゲラルダス・ファン・デル・レーウ（1890-1950）：宗教学者。宗教現象学の創始者。
- アルフレッド・ラドクリフ＝ブラウン（1881-1955）：人類学者。
- ヨアヒム・ワッハ（1898-1955）：宗教学者。
- アルノルト・ファン・ヘネップ（1873-1957）：人類学者。民俗学者。
- ラッファエーレ・ペッタッツォーニ（1883-1959）：歴史学者。宗教史学の創始者
- カール・グスタフ・ユング（1875-1961）：心理学者。宗教心理学。

### 欧米：20世紀後半
- マルセル・モース（1872-1950）：人類学者。社会学者。
- ロバート・レッドフィールド（1897-1958）：人類学者。
- エヴァンズ＝ブリチャード（1902-1973）：人類学者。
- グスタフ・メンシング（1901-1978）：宗教学者
- タルコット・パーソンズ（1902-1979）：社会学者。宗教社会学者。
- ヴィクター・ターナー（1920-1983）：人類学者。
- ミルチャ・エリアーデ（1907-1986）：宗教学者。
- ジョルジュ・デュメジル（1898-1986）：神話学者。
- ブライアン・R・ウィルソン（1926-2004）：社会学者。宗教社会学者。
- クリフォード・ギアツ（1926-2006）：人類学者。
- クロード・レヴィ＝ストロース（1908-2009）：人類学者。構造主義の創始者。
- メアリー・ダグラス（1921-2007）：人類学者。

### 日本：20世紀前半
- 井上円了（1858-1919）：宗教哲学者。宗教心理学的研究。
- 岸本能武太（1866-1928）：宗教学者。
- 姉崎正治（1873-1949）：宗教学者。日本宗教学の創始者。
- 宇野円空（1885-1949）：宗教学者
- 宮地直一（1886-1949）：神道学者。
- 波多野精一（1877-1950）：宗教哲学者
- 折口信夫（1887-1953）：民俗学者。
- 辻善之助（1877-1955）：歴史学者。仏教史。
- 津田左右吉（1873-1961）：歴史学者。
- 柳田國男（1875-1962）：民俗学者。日本民俗学の創始者
- 岸本英夫（1903-1964）：宗教学者。
- 加藤玄智（1873-1965）：宗教学者。
- 圭室諦成（1902-1966）：仏教学者。

### 日本：20世紀後半
- 堀一郎（1910-1974）：宗教学者。
- 和歌森太郎（1915-1977）：歴史学者。
- 有賀喜左衛門（1897-1979）：社会学者
- 古野清人（1899-1979）：社会学者。
- 竹田聴洲（1916-1980）：社会学者。
- 西田長男（1909-1981）：神道学者。
- 坪井洋文（1929-1988）：民俗学者。
- 柳川啓一（1926-1990）：宗教学者。
- 村上重良（1928-1991）：宗教史学者。
- 竹中信常（1913-1992）：宗教学者。
- 五来重（1908-1993）：民俗学者。
- 井筒俊彦（1914-1993）：言語学者、イスラーム学者
- 黒田俊雄（1926-1993）：歴史学者。
- 中村元（1912-1999）：仏教学者
- 宮田登（1939-2000）：民俗学者。
- 大林太良（1929-2001）：神話学者。
- 松前健（1922-2002）：神話学者。
- 桜井徳太郎（1917-2007）：民俗学者。
- 脇本平也 （1921-2008）：宗教学者
- 大塚和夫（1949-2009）：人類学者、イスラーム学者
- 井門富二夫 （1924-2014）：宗教学者
- 田丸徳善（1931-2014）：宗教学者

## 現在の著名な宗教学者（日本）

### あ
- 浅見定雄 - 東北学院大学
- 洗建 - 駒澤大学
- 池上良正 - 駒澤大学
- 石田法雄 - 滋賀県立大学
- 石井研士 - 國學院大學
- 井上順孝 - 國學院大學
- 上田紀行 - 東京工業大学
- 大貫隆 - 東京大学

### か
- 熊田一雄 - 愛知学院大学
- 川島堅二 - 恵泉女学園大学
- 川村邦光 - 大阪大学
- 小原克博 - 同志社大学

### さ
- 佐々木宏幹 - 駒澤大学
- 佐藤憲昭 - 駒澤大学
- 澤井義次 - 天理大学
- 島薗進 - 東京大学
- 島田裕巳 - 日本女子大学
- 釈徹宗 - 相愛大学
- 鈴木岩弓 - 東北大学

### た
- 月本昭男 - 立教大学

### な
- 中沢新一 - 多摩美術大学

### は
- 長谷部八朗 - 駒澤大学
- 星野英紀 - 大正大学
- 堀江宗正 - 東京大学

### ま
- 宮家準 - 慶應義塾大学・國學院大學

### や
- 山折哲雄 - 国際日本文化研究センター
- 山中弘 - 筑波大学
- 弓山達也 - 大正大学